# Pontella rostraticauda
Pontella rostraticauda is een eenoogkreeftjessoort uit de familie van de Pontellidae. De wetenschappelijke naam van de soort is voor het eerst geldig gepubliceerd in 1987 door Ohtsuka, Fleminger & Onbé.